# المراهنة
المراهنة بلدية بدائرة المراهنة في ولاية سوق أهراس.

## تاريخ
المراهنة، (بالفرنسية:Merahna) هي دائرة تقع في شرق ولاية سوق أهراس بالجزائر. مركزها مدينة المراهنة، تعرف بكونها منطقة زراعية وتنتشر فيها الفلاحة، وترقيمها الهاتفي هو (037).

## رياضة
- إتحاد المراهنة، نادي رياضي لكرة القدم تأسس سنة 1984